# Рёдовре
Рёдовре — дат. Rødovre город на востоке Дании, резиденция коммуны Рёдовре, входящая в столичный регион.

## Этимология названия
Ovre происходит от древне датского слова awartha, что означает "берег реки", а слово Rød (красный) — это цвет местной церкви.

## Культурная жизнь
В городе находится музей художника Хенри Хеерупа. Музей построен на территории фермы Рёдоарегор (Rødovregaard) единственной фермы, сохранившейся от старой деревни Рёдовре.
В 1966 году в Рёдовре открылся торговый центр (Rødovre Centrum).

## Транспорт
В Рёдовре находится железнодорожная станция (Rødovre Station), которая была открыта в 1964 году. Это станция пригородной железной дороги. Она соединяет муниципалитеты Рёдовра и Видовра. Это одна из станций сети S-Bahn пригородных поездов Копенгагена.

## Спорт
В городе развивается спортивная жизнь. В 1995 году в городе была построена ледовая арена (Rødovre Skøjte Arena), где играет местная хоккейная команда Рёдовре Майти Буллз, выступающая в высшем дивизионе датской хоккейной лиги.
Не далеко расположен спортивный зал Рёдоврехаллен (Rødovrehallen), построенный в 1976 году. Здесь проводятся соревнования по гандболу, бадминтону, волейболу и флорболу. В Рёдовре находится старейший в Дании вело клуб (Cykleklubben FIX Rødovre), который был создан в 1914 году.
Также в городе играют два футбольных клуба, которые играют на стадионе Рёдовр (Rødovre Stadion).

## Города побратимы
- Ярвенпяа
- Лёренскуг
- Тебю